# 樟铺镇
樟铺镇，是中华人民共和国广东省湛江市吴川市下辖的一个乡镇级行政单位。

## 行政区划
樟铺镇下辖以下地区：
塘口村、樟铺村、大路村、龙塘村、三浪村、下村、车头村、五和村、南巢村和金鸡村。